# Aiseau-Presles
Aiseau-Presles (tiếng Wallon: Åjhô-Préle) là một đô thị ở tỉnh Hainaut. Tại thời điểm ngày 1 tháng 1 năm 2006, Aiseau-Presles có dân số 10.754 người. Tổng diện tích là 22,19 km² với mật độ dân số là 485 người trên mỗi km². It tọa lạc in the neighbourhood của Charleroi. Mã số bưu chính là 6250
Các khu vực giáp ranh: Châtelet - Farciennes - Fosses-la-Ville - Gerpinnes - Sambreville
Đô thị này gồm các cộng đồng:
- Aiseau
- Pont-de-Loup
- Presles
- Roselies